# HMS Bulwark (L15)
O HMS Bulwark é um navio de desembarque de doca construído para a Marinha Real Britânica, sendo o segundo e último da classe Albion. Construído pela BAE Systems Marine em Barrow-in-Furness, embora lançado em 2001, atrasos fizeram com que a data de entrega fosse adiada, e o navio entrou em serviço em 28 de abril de 2005.  

## Carreira
Devido a cortes de custos na Marinha Real, a Revisão Estratégica de Defesa e Segurança de 2010 determinou que um dos dois LPDs da classe Albion deveria ser colocado em prontidão estendida, ou reserva não tripulada, enquanto o outro permaneceria em alta prontidão para operações. Os navios deveriam alternar entre esses estados ao longo de suas vidas úteis. Foi decidido que o HMS Albion seria o primeiro a ser colocado em prontidão estendida, com um custo de £ 2,5 milhões, uma vez que o HMS Bulwark havia recentemente concluído uma grande reforma. Os custos operacionais durante a prontidão estendida foram estimados em £ 300.000 por ano, para garantir que o navio estivesse disponível para reativação em curto prazo. O HMS Albion retornou à alta prontidão quando o HMS Bulwark foi colocado em prontidão estendida. Em 2014, Albion passou por uma reforma de regeneração e se juntou novamente à frota ativa em 2016. Os custos operacionais de um dos navios da classe Albion em alta prontidão variaram entre £ 17,7 milhões e £ 38,6 milhões por ano, de 2007 a 2011. No final de 2018, o HMS Albion estava em serviço ativo, enquanto o HMS Bulwark continuava em prontidão estendida.
Conforme anunciado em 2011, o Bulwark entrou em prontidão estendida (reserva não tripulada) no início de 2017 e transferiu sua função como navio-almirante anfíbio da frota para seu navio irmão Albion ao sair da reforma.
De acordo com o Ministério da Defesa Britânico, a data prevista para a saída de serviço do Bulwark é 2034. No entanto, em outubro de 2017, o Newsnight da BBC informou que o Ministério da Defesa estava considerando a desativação dos navios da classe Albion como parte de um pacote de medidas de redução de custos destinadas a mitigar as despesas dos dois novos porta-aviões da Marinha Real. Esta ação foi revertida pelo então Secretário de Estado da Defesa, Gavin Williamson, em setembro de 2018.
No final de 2020, o Bulwark foi atracado em doca seca para a fase dois de seu período de suporte otimizado. O navio deveria permanecer em doca seca antes de realizar um "pacote de recertificação" da fase 3 antes de seu retorno planejado à frota em 2023. Em meados de 2023, foi relatado que o navio não estaria pronto para operações ativas até algum momento em 2024. Então, em março de 2024, James Cartlidge, Ministro de Estado do Ministério da Defesa, declarou que o navio de fato só retornaria às operações "se necessário", sugerindo que ele permaneceria na reserva sem tripulação após concluir sua reforma. No entanto, esta decisão foi revertida pelo recém-eleito Governo Trabalhista em novembro de 2024, que indicou que o HMS Bulwark deveria ser retirado de serviço, apesar do fato de que £ 72,1 milhões já haviam sido gastos em sua reforma.
Em março de 2025, o Bulwark completou sua reforma de £ 72,1 milhões e deixou o dique e está preparado para o serviço ativo, possivelmente na Marinha do Brasil.